# Festival luxembourgeois du cyclisme féminin Elsy Jacobs 2016
La 9e édition du Festival luxembourgeois du cyclisme féminin Elsy Jacobs a lieu du 29 avril au 1er mai 2016. La course fait partie du calendrier international féminin UCI 2016 en catégorie 2.1. Elle est remportée par la Polonaise Katarzyna Niewiadoma.
Le prologue est remporté par Annemiek van Vleuten. Le lendemain, Lotta Lepistö gagne l'étape au sprint massif et s'empare du maillot jaune par le jeu des bonifications. Sur l'ultime étape, Katarzyna Niewiadoma part de loin afin de s'imposer seule. Elle gagne l'épreuve par la même occasion ainsi que le classement de la meilleure jeune. Au classement général, Katrin Garfoot est deuxième et Anna van der Breggen troisième. Le classement par points est gagné par Annemiek van Vleuten et celui de la meilleure grimpeuse par Carmen Small.

## Étapes
| Étape     | Date    | Villes étapes         | type            | Distance (km) | Vainqueur d'étape    | Leader du classement général |
| --------- | ------- | --------------------- | --------------- | ------------- | -------------------- | ---------------------------- |
| 1re étape | 29 avr. | Cessange – Cessange   | prologue        | 2,8           | Annemiek van Vleuten | Annemiek van Vleuten         |
| 2e étape  | 30 avr. | Steinfort – Steinfort | étape vallonnée | 106,9         | Lotta Lepistö        | Lotta Lepistö                |
| 3e étape  | 1 mai   | Garnich – Garnich     | étape vallonnée | 111,1         | Katarzyna Niewiadoma | Katarzyna Niewiadoma         |

## Déroulement de la course

### Prologue
Annemiek van Vleuten profite du parcours technique du prologue pour s'imposer avec quatre secondes d'avance sur Marianne Vos.
| \| Classement de l'étape \| Classement de l'étape \| Classement de l'étape \| Classement de l'étape \| Classement de l'étape \| \| Coureuse \| Coureuse \| Pays \| Équipe \| Temps \| \| --------------------- \| --------------------- \| --------------------- \| --------------------- \| --------------------- \| \| 1re \| Annemiek van Vleuten \| Pays-Bas \| Orica-AIS \| 3 min 55 s \| \| 2e \| Marianne Vos \| Pays-Bas \| Rabo Liv Women \| + 4 s \| \| 3e \| Ellen van Dijk \| Pays-Bas \| Boels Dolmans \| + 5 s \| \| 4e \| Katrin Garfoot \| Australie \| Orica-AIS \| + 6 s \| \| 5e \| Roxane Knetemann \| Pays-Bas \| Rabo Liv Women \| + 6 s \| \| 6e \| Thalita de Jong \| Pays-Bas \| Rabo Liv Women \| + 7 s \| \| 7e \| Nina Kessler \| Pays-Bas \| Lensworld-Zannata \| + 7 s \| \| 8e \| Emma Johansson \| Suède \| Wiggle High5 \| + 9 s \| \| 9e \| Anna van der Breggen \| Pays-Bas \| Rabo Liv Women \| + 9 s \| \| 10e \| Christine Majerus \| Luxembourg \| Boels Dolmans \| + 9 s \| |                      |            |                   |            |
| |                      |            |                   |            |
| |                      |            |                   |            |
| Classement de l'étape |                      |            |                   |            |
| Coureuse | Coureuse             | Pays       | Équipe            | Temps      |
| 1re | Annemiek van Vleuten | Pays-Bas   | Orica-AIS         | 3 min 55 s |
| 2e | Marianne Vos         | Pays-Bas   | Rabo Liv Women    | + 4 s      |
| 3e | Ellen van Dijk       | Pays-Bas   | Boels Dolmans     | + 5 s      |
| 4e | Katrin Garfoot       | Australie  | Orica-AIS         | + 6 s      |
| 5e | Roxane Knetemann     | Pays-Bas   | Rabo Liv Women    | + 6 s      |
| 6e | Thalita de Jong      | Pays-Bas   | Rabo Liv Women    | + 7 s      |
| 7e | Nina Kessler         | Pays-Bas   | Lensworld-Zannata | + 7 s      |
| 8e | Emma Johansson       | Suède      | Wiggle High5      | + 9 s      |
| 9e | Anna van der Breggen | Pays-Bas   | Rabo Liv Women    | + 9 s      |
| 10e | Christine Majerus    | Luxembourg | Boels Dolmans     | + 9 s      |

| \| Classement général \| Classement général \| Classement général \| Classement général \| Classement général \| \| Coureuse \| Coureuse \| Pays \| Équipe \| Temps \| \| ------------------ \| -------------------- \| ------------------ \| ------------------ \| ------------------ \| \| 1re \| Annemiek van Vleuten \| Pays-Bas \| Orica-AIS \| 3 min 55 s \| \| 2e \| Marianne Vos \| Pays-Bas \| Rabo Liv Women \| + 4 s \| \| 3e \| Ellen van Dijk \| Pays-Bas \| Boels Dolmans \| + 5 s \| \| 4e \| Katrin Garfoot \| Australie \| Orica-AIS \| + 6 s \| \| 5e \| Roxane Knetemann \| Pays-Bas \| Rabo Liv Women \| + 6 s \| \| 6e \| Thalita de Jong \| Pays-Bas \| Rabo Liv Women \| + 7 s \| \| 7e \| Nina Kessler \| Pays-Bas \| Lensworld-Zannata \| + 7 s \| \| 8e \| Emma Johansson \| Suède \| Wiggle High5 \| + 9 s \| \| 9e \| Anna van der Breggen \| Pays-Bas \| Rabo Liv Women \| + 9 s \| \| 10e \| Christine Majerus \| Luxembourg \| Boels Dolmans \| + 9 s \| |                      |            |                   |            |
| |                      |            |                   |            |
| |                      |            |                   |            |
| Classement général |                      |            |                   |            |
| Coureuse | Coureuse             | Pays       | Équipe            | Temps      |
| 1re | Annemiek van Vleuten | Pays-Bas   | Orica-AIS         | 3 min 55 s |
| 2e | Marianne Vos         | Pays-Bas   | Rabo Liv Women    | + 4 s      |
| 3e | Ellen van Dijk       | Pays-Bas   | Boels Dolmans     | + 5 s      |
| 4e | Katrin Garfoot       | Australie  | Orica-AIS         | + 6 s      |
| 5e | Roxane Knetemann     | Pays-Bas   | Rabo Liv Women    | + 6 s      |
| 6e | Thalita de Jong      | Pays-Bas   | Rabo Liv Women    | + 7 s      |
| 7e | Nina Kessler         | Pays-Bas   | Lensworld-Zannata | + 7 s      |
| 8e | Emma Johansson       | Suède      | Wiggle High5      | + 9 s      |
| 9e | Anna van der Breggen | Pays-Bas   | Rabo Liv Women    | + 9 s      |
| 10e | Christine Majerus    | Luxembourg | Boels Dolmans     | + 9 s      |

### 1reétape
Lotta Lepistö s'impose au sprint et s'empare du maillot jaune.
| \| Classement de l'étape \| Classement de l'étape \| Classement de l'étape \| Classement de l'étape \| Classement de l'étape \| \| Coureuse \| Coureuse \| Pays \| Équipe \| Temps \| \| --------------------- \| --------------------- \| --------------------- \| --------------------- \| --------------------- \| \| 1re \| Lotta Lepistö \| Finlande \| Cervélo Bigla \| 2 h 31 min 53 s \| \| 2e \| Amalie Dideriksen \| Danemark \| Boels Dolmans \| + 1 s \| \| 3e \| Eugenia Bujak \| Pologne \| BTC City Ljubljana \| + 1 s \| \| 4e \| Thalita de Jong \| Pays-Bas \| Rabo Liv Women \| + 1 s \| \| 5e \| Anna van der Breggen \| Pays-Bas \| Rabo Liv Women \| + 1 s \| \| 6e \| Demi de Jong \| Pays-Bas \| Boels Dolmans \| + 1 s \| \| 7e \| Annemiek van Vleuten \| Pays-Bas \| Orica-AIS \| + 1 s \| \| 8e \| Ellen van Dijk \| Pays-Bas \| Boels Dolmans \| + 1 s \| \| 9e \| Marianne Vos \| Pays-Bas \| Rabo Liv Women \| + 1 s \| \| 10e \| Claudia Lichtenberg \| Allemagne \| Lotto Soudal Ladies \| + 1 s \| |                      |           |                     |                 |
| |                      |           |                     |                 |
| Source : ProCyclingStats |                      |           |                     |                 |
| Classement de l'étape |                      |           |                     |                 |
| Coureuse | Coureuse             | Pays      | Équipe              | Temps           |
| 1re | Lotta Lepistö        | Finlande  | Cervélo Bigla       | 2 h 31 min 53 s |
| 2e | Amalie Dideriksen    | Danemark  | Boels Dolmans       | + 1 s           |
| 3e | Eugenia Bujak        | Pologne   | BTC City Ljubljana  | + 1 s           |
| 4e | Thalita de Jong      | Pays-Bas  | Rabo Liv Women      | + 1 s           |
| 5e | Anna van der Breggen | Pays-Bas  | Rabo Liv Women      | + 1 s           |
| 6e | Demi de Jong         | Pays-Bas  | Boels Dolmans       | + 1 s           |
| 7e | Annemiek van Vleuten | Pays-Bas  | Orica-AIS           | + 1 s           |
| 8e | Ellen van Dijk       | Pays-Bas  | Boels Dolmans       | + 1 s           |
| 9e | Marianne Vos         | Pays-Bas  | Rabo Liv Women      | + 1 s           |
| 10e | Claudia Lichtenberg  | Allemagne | Lotto Soudal Ladies | + 1 s           |

| \| Classement général \| Classement général \| Classement général \| Classement général \| Classement général \| \| Coureuse \| Coureuse \| Pays \| Équipe \| Temps \| \| ------------------ \| -------------------- \| ------------------ \| ------------------ \| ------------------ \| \| 1re \| Lotta Lepistö \| Finlande \| Cervélo Bigla \| 2 h 35 min 48 s \| \| 2e \| Annemiek van Vleuten \| Pays-Bas \| Orica-AIS \| + 1 s \| \| 3e \| Marianne Vos \| Pays-Bas \| Rabo Liv Women \| + 5 s \| \| 4e \| Ellen van Dijk \| Pays-Bas \| Boels Dolmans \| + 6 s \| \| 5e \| Katrin Garfoot \| Australie \| Orica-AIS \| + 7 s \| \| 6e \| Thalita de Jong \| Pays-Bas \| Rabo Liv Women \| + 8 s \| \| 7e \| Emma Johansson \| Suède \| Wiggle High5 \| + 10 s \| \| 8e \| Anna van der Breggen \| Pays-Bas \| Rabo Liv Women \| + 10 s \| \| 9e \| Ashleigh Moolman \| Afrique du Sud \| Cervélo Bigla \| + 11 s \| \| 10e \| Amy Pieters \| Pays-Bas \| Wiggle High5 \| + 12 s \| |                      |                |                |                 |
| |                      |                |                |                 |
| Source : ProCyclingStats |                      |                |                |                 |
| Classement général |                      |                |                |                 |
| Coureuse | Coureuse             | Pays           | Équipe         | Temps           |
| 1re | Lotta Lepistö        | Finlande       | Cervélo Bigla  | 2 h 35 min 48 s |
| 2e | Annemiek van Vleuten | Pays-Bas       | Orica-AIS      | + 1 s           |
| 3e | Marianne Vos         | Pays-Bas       | Rabo Liv Women | + 5 s           |
| 4e | Ellen van Dijk       | Pays-Bas       | Boels Dolmans  | + 6 s           |
| 5e | Katrin Garfoot       | Australie      | Orica-AIS      | + 7 s           |
| 6e | Thalita de Jong      | Pays-Bas       | Rabo Liv Women | + 8 s           |
| 7e | Emma Johansson       | Suède          | Wiggle High5   | + 10 s          |
| 8e | Anna van der Breggen | Pays-Bas       | Rabo Liv Women | + 10 s          |
| 9e | Ashleigh Moolman     | Afrique du Sud | Cervélo Bigla  | + 11 s          |
| 10e | Amy Pieters          | Pays-Bas       | Wiggle High5   | + 12 s          |

### 2eétape
Sur la dernière étape, une échappée de dix coureuses prend une avance importante. La Polonaise Katarzyna Niewiadoma attaque loin de l'arrivée et s'impose avec quarante-six secondes d'avance. Elle s'adjuge au passage le classement général ainsi que le classement de la meilleure jeune.
| \| Classement de l'étape \| Classement de l'étape \| Classement de l'étape \| Classement de l'étape \| Classement de l'étape \| \| Coureuse \| Coureuse \| Pays \| Équipe \| Temps \| \| --------------------- \| --------------------- \| --------------------- \| --------------------- \| --------------------- \| \| 1re \| Katarzyna Niewiadoma \| Pologne \| Rabo Liv Women \| 2 h 58 min 33 s \| \| 2e \| Katrin Garfoot \| Australie \| Orica-AIS \| + 46 s \| \| 3e \| Christine Majerus \| Luxembourg \| Boels Dolmans \| + 46 s \| \| 4e \| Elisa Longo Borghini \| Italie \| Wiggle High5 \| + 46 s \| \| 5e \| Anna van der Breggen \| Pays-Bas \| Rabo Liv Women \| + 46 s \| \| 6e \| Claudia Lichtenberg \| Allemagne \| Lotto Soudal Ladies \| + 46 s \| \| 7e \| Ashleigh Moolman \| Afrique du Sud \| Cervélo Bigla \| + 46 s \| \| 8e \| Flávia Oliveira \| Brésil \| Lensworld-Zannata \| + 46 s \| \| 9e \| Anna Plichta \| Pologne \| BTC City Ljubljana \| + 46 s \| \| 10e \| Rachel Neylan \| Australie \| Orica-AIS \| + 55 s \| |                      |                |                     |                 |
| |                      |                |                     |                 |
| |                      |                |                     |                 |
| Classement de l'étape |                      |                |                     |                 |
| Coureuse | Coureuse             | Pays           | Équipe              | Temps           |
| 1re | Katarzyna Niewiadoma | Pologne        | Rabo Liv Women      | 2 h 58 min 33 s |
| 2e | Katrin Garfoot       | Australie      | Orica-AIS           | + 46 s          |
| 3e | Christine Majerus    | Luxembourg     | Boels Dolmans       | + 46 s          |
| 4e | Elisa Longo Borghini | Italie         | Wiggle High5        | + 46 s          |
| 5e | Anna van der Breggen | Pays-Bas       | Rabo Liv Women      | + 46 s          |
| 6e | Claudia Lichtenberg  | Allemagne      | Lotto Soudal Ladies | + 46 s          |
| 7e | Ashleigh Moolman     | Afrique du Sud | Cervélo Bigla       | + 46 s          |
| 8e | Flávia Oliveira      | Brésil         | Lensworld-Zannata   | + 46 s          |
| 9e | Anna Plichta         | Pologne        | BTC City Ljubljana  | + 46 s          |
| 10e | Rachel Neylan        | Australie      | Orica-AIS           | + 55 s          |

## Classements finals

### Classement général final
| \| Classement général \| Classement général \| Classement général \| Classement général \| Classement général \| \| Coureuse \| Coureuse \| Pays \| Équipe \| Temps \| \| ------------------ \| -------------------- \| ------------------ \| ------------------- \| ------------------ \| \| 1re \| Katarzyna Niewiadoma \| Pologne \| Rabo Liv Women \| 5 h 34 min 39 s \| \| 2e \| Katrin Garfoot \| Australie \| Orica-AIS \| + 35 s \| \| 3e \| Anna van der Breggen \| Pays-Bas \| Rabo Liv Women \| + 38 s \| \| 4e \| Ashleigh Moolman \| Afrique du Sud \| Cervélo Bigla \| + 39 s \| \| 5e \| Elisa Longo Borghini \| Italie \| Wiggle High5 \| + 41 s \| \| 6e \| Claudia Lichtenberg \| Allemagne \| Lotto Soudal Ladies \| + 49 s \| \| 7e \| Christine Majerus \| Luxembourg \| Boels Dolmans \| + 1 min 03 s \| \| 8e \| Lotta Lepistö \| Finlande \| Cervélo Bigla \| + 2 min 35 s \| \| 9e \| Annemiek van Vleuten \| Pays-Bas \| Orica-AIS \| + 2 min 36 s \| \| 10e \| Marianne Vos \| Pays-Bas \| Rabo Liv Women \| + 2 min 40 s \| |                      |                |                     |                 |
| |                      |                |                     |                 |
| |                      |                |                     |                 |
| Classement général |                      |                |                     |                 |
| Coureuse | Coureuse             | Pays           | Équipe              | Temps           |
| 1re | Katarzyna Niewiadoma | Pologne        | Rabo Liv Women      | 5 h 34 min 39 s |
| 2e | Katrin Garfoot       | Australie      | Orica-AIS           | + 35 s          |
| 3e | Anna van der Breggen | Pays-Bas       | Rabo Liv Women      | + 38 s          |
| 4e | Ashleigh Moolman     | Afrique du Sud | Cervélo Bigla       | + 39 s          |
| 5e | Elisa Longo Borghini | Italie         | Wiggle High5        | + 41 s          |
| 6e | Claudia Lichtenberg  | Allemagne      | Lotto Soudal Ladies | + 49 s          |
| 7e | Christine Majerus    | Luxembourg     | Boels Dolmans       | + 1 min 03 s    |
| 8e | Lotta Lepistö        | Finlande       | Cervélo Bigla       | + 2 min 35 s    |
| 9e | Annemiek van Vleuten | Pays-Bas       | Orica-AIS           | + 2 min 36 s    |
| 10e | Marianne Vos         | Pays-Bas       | Rabo Liv Women      | + 2 min 40 s    |

### Points UCI
| Position           | 1er | 2e | 3e | 4e | 5e | 6e | 7e | 8e | 9e | 10e | 11e | 12e | 13e | 14e | 15e | 16e | 17e | 18e |
| Classement général | 80  | 60 | 45 | 35 | 30 | 25 | 21 | 18 | 15 | 12  | 10  | 8   | 6   | 5   | 4   | 3   | 2   | 1   |
| Par étape          | 16  | 12 | 8  | 6  | 5  | 4  | 3  | 2  |    |     |     |     |     |     |     |     |     |     |
| Leader, par étape  | 4   |    |    |    |    |    |    |    |    |     |     |     |     |     |     |     |     |     |

### Classements annexes

#### Classement par points
| Classement par points | Classement par points | Classement par points | Classement par points | Classement par points |
| --------------------- | --------------------- | --------------------- | --------------------- | --------------------- |
|                       | Coureur               | Pays                  | Équipe                | Point(s)              |
| 1er                   | Annemiek van Vleuten  | Pays-Bas              | Orica-AIS             | 20 points             |
| 2e                    | Katrin Garfoot        | Australie             | Orica-AIS             | 20 pts                |
| 3e                    | Anna van der Breggen  | Pays-Bas              | Rabo Liv Women        | 18 pts                |
| modifier              |                       |                       |                       |                       |

#### Classement de la montagne
| Classement de la montagne | Classement de la montagne | Classement de la montagne | Classement de la montagne | Classement de la montagne |
| ------------------------- | ------------------------- | ------------------------- | ------------------------- | ------------------------- |
|                           | Coureur                   | Pays                      | Équipe                    | Point(s)                  |
| 1er                       | Carmen Small              | États-Unis                | Cervélo Bigla             | 10 points                 |
| 2e                        | Oxana Kozonchuk           | Russie                    | Lensworld-Zannata         | 8 pts                     |
| 3e                        | Katarzyna Niewiadoma      | Pologne                   | Rabo Liv Women            | 7 pts                     |
| modifier                  |                           |                           |                           |                           |

#### Classement de la meilleure jeune
| Classement de la meilleure jeune | Classement de la meilleure jeune | Classement de la meilleure jeune | Classement de la meilleure jeune | Classement de la meilleure jeune |
|                                  | Coureur                          | Pays                             | Équipe                           | Temps                            |
| -------------------------------- | -------------------------------- | -------------------------------- | -------------------------------- | -------------------------------- |
| 1er                              | Katarzyna Niewiadoma             | Pologne                          | Rabo Liv Women                   | en 5 h 34 min 29 s               |
| 2e                               | Thalita de Jong                  | Pays-Bas                         | Rabo Liv Women                   | +2 min 53 s                      |
| 3e                               | Amalie Dideriksen                | Danemark                         | Boels Dolmans                    | +2 min 58 s                      |
| modifier                         |                                  |                                  |                                  |                                  |

## Évolution des classements
| Étapes             | Vainqueur            | Classement général   | Classement par points | Classement de la montagne | Classement de la meilleure jeune |
| ------------------ | -------------------- | -------------------- | --------------------- | ------------------------- | -------------------------------- |
| 0                  | Annemiek van Vleuten | Annemiek van Vleuten | Annemiek van Vleuten  | non attribué              | Thalita de Jong                  |
| 1                  | Lotta Lepistö        | Lotta Lepistö        | Annemiek van Vleuten  | Carmen Small              | Thalita de Jong                  |
| 2                  | Katarzyna Niewiadoma | Katarzyna Niewiadoma | Annemiek van Vleuten  | Carmen Small              | Katarzyna Niewiadoma             |
| Classements finals | Classements finals   | Katarzyna Niewiadoma | Annemiek van Vleuten  | Carmen Small              | Katarzyna Niewiadoma             |